# 王章 (順治進士)
王章（？—？），字闇子，号酉山。山东莱阳县人。清初官员。

## 生平
王之砺孙。明崇祯六年（1633年）癸酉科山东乡试第一名举人（解元）。清军入关，组织科举，王章中式顺治四年（1647年）丁亥科进士。授井陉县知县，改石首县县丞。

## 家族
有《随缘堂文稿》、《守约堂诗集》。

## 参看
- 明朝解元列表